# Collegio elettorale di Schio (Camera dei deputati)
Il collegio di Schio fu un collegio elettorale uninominale della Repubblica Italiana per l'elezione della Camera dei deputati. Apparteneva alla circoscrizione Veneto 1 e fu utilizzato per eleggere un deputato nella XII, XIII e XIV legislatura.
Venne istituito nel 1993 con la cosiddetta Legge Mattarella (Legge n. 277, Nuove norme per l'elezione della Camera dei deputati), attuata in seguito al referendum abrogativo del 1993. La legge istituì per la Camera dei deputati e per il Senato della Repubblica un sistema di elezione misto, in parte maggioritario e in parte proporzionale. Il 75% dei parlamentari dell'assemblea veniva eletto in collegi uninominali tramite sistema maggioritario a turno unico; il restante 25% alla Camera veniva eletto tramite sistema proporzionale con liste bloccate.
Il collegio venne abolito insieme a tutti gli altri che costituivano la Camera con la promulgazione della legge elettorale successiva, la cosiddetta Legge Calderoli. Questa prevedeva un sistema proporzionale con premio di maggioranza, che alla Camera veniva attribuito a livello nazionale.

## Territorio
Il collegio di Schio era uno dei 37 collegi uninominali in cui era suddiviso il Veneto e, come previsto dal D.Lgs. del 20 dicembre 1993 n. 536, era interamente compreso nella provincia di Vicenza e comprendeva i seguenti comuni: Brogliano, Castelgomberto, Cornedo Vicentino, Malo, Monte di Malo, Recoaro Terme, San Vito di Leguzzano, Santorso, Schio, Torrebelvicino, Trissino, Valdagno e Valli del Pasubio.

## Eletti
| Elezione | Elezione | Deputato        | Partito                 |
| -------- | -------- | --------------- | ----------------------- |
|          | 1994     | Mario Bortoloso | Polo delle Libertà (FI) |
|          | 1996     | Carlo Fongaro   | Lega Nord               |
|          | 2001     | Giorgio Conte   | Casa delle Libertà (AN) |

## Dati elettorali

### XII legislatura

#### Risultati proporzionale
| Coalizioni        | Coalizioni                          | Liste                               | Liste                               | Voti   | %     |
| ----------------- | ----------------------------------- | ----------------------------------- | ----------------------------------- | ------ | ----- |
|                   | Polo delle Libertà                  |                                     | Lega Nord                           | 30.530 | 32,18 |
|                   | Polo delle Libertà                  | Forza Italia                        | 16.897                              | 17,81  |       |
| Totale coalizione | Totale coalizione                   | 47.427                              | 50,09                               |        |       |
|                   | Patto per l'Italia                  |                                     | Partito Popolare Italiano           | 16.289 | 17,17 |
|                   | Patto per l'Italia                  | Patto Segni                         | 6.114                               | 6,45   |       |
| Totale coalizione | Totale coalizione                   | 22.403                              | 23,62                               |        |       |
|                   | Progressisti                        |                                     | Partito Democratico della Sinistra  | 8.274  | 8,72  |
|                   | Progressisti                        | Rifondazione Comunista              | 2.942                               | 3,10   |       |
|                   | Progressisti                        | Federazione dei Verdi               | 2.397                               | 2,53   |       |
|                   | Progressisti                        | Partito Socialista Italiano         | 1.058                               | 1,12   |       |
|                   | Progressisti                        | Alleanza Democratica                | 958                                 | 1,01   |       |
| Totale coalizione | Totale coalizione                   | 15.629                              | 16,48                               |        |       |
|                   | Alleanza Nazionale                  | Alleanza Nazionale                  | Alleanza Nazionale                  | 4.602  | 4,85  |
|                   | Lega Autonomia Veneta               | Lega Autonomia Veneta               | Lega Autonomia Veneta               | 4.256  | 4,49  |
|                   | Iniziativa dei Popolari Democratici | Iniziativa dei Popolari Democratici | Iniziativa dei Popolari Democratici | 295    | 0,31  |
|                   | Partito della Legge Naturale        | Partito della Legge Naturale        | Partito della Legge Naturale        | 252    | 0,27  |
| Totale            | Totale                              | Totale                              | Totale                              | 94.864 |       |

#### Risultati uninominale
|                               | Mario Bortoloso ✔️ Eletto | Polo delle Libertà (FI - LN - CCD - UDC) | 52 247 | 55,60 |  |  |  |  |  |
|                               | Oliviero Bruno Oboe       | Patto per l'Italia                       | 21 414 | 22,79 |  |  |  |  |  |
|                               | Giovanni Battilotti       | Progressisti                             | 15 204 | 16,18 |  |  |  |  |  |
|                               | Carlo Emanuele Manarolla  | Alleanza Nazionale                       | 5 106  | 5,43  |  |  |  |  |  |
| Totale                        | Totale                    | Totale                                   | 93 971 | 100   |  |  |  |  |  |
|                               |                           |                                          |        |       |  |  |  |  |  |
| Fonte: Ministero dell'interno |                           |                                          |        |       |  |  |  |  |  |

### XIII legislatura

#### Risultati proporzionale
| Coalizioni        | Coalizioni                         | Liste                              | Liste                                     | Voti   | %     |
| ----------------- | ---------------------------------- | ---------------------------------- | ----------------------------------------- | ------ | ----- |
|                   | Lega Nord                          | Lega Nord                          | Lega Nord                                 | 38.017 | 40,77 |
|                   | L'Ulivo                            |                                    | Popolari per Prodi (PPI-SVP-PRI-UD-Prodi) | 9.574  | 10,27 |
|                   | L'Ulivo                            | Partito Democratico della Sinistra | 8.484                                     | 9,10   |       |
|                   | L'Ulivo                            | Rinnovamento Italiano              | 4.054                                     | 4,35   |       |
|                   | L'Ulivo                            | Federazione dei Verdi              | 1.442                                     | 1,55   |       |
| Totale coalizione | Totale coalizione                  | 23.554                             | 25,27                                     |        |       |
|                   | Polo per le Libertà                |                                    | Forza Italia                              | 10.484 | 11,24 |
|                   | Polo per le Libertà                | Alleanza Nazionale                 | 7.069                                     | 7,58   |       |
|                   | Polo per le Libertà                | CCD-CDU                            | 5.212                                     | 5,59   |       |
| Totale coalizione | Totale coalizione                  | 22.765                             | 24,41                                     |        |       |
|                   | Unione Nord Est                    | Unione Nord Est                    | Unione Nord Est                           | 3.810  | 4,09  |
|                   | Progressisti                       |                                    | Rifondazione Comunista                    | 3.441  | 3,69  |
|                   | Lista Pannella - Sgarbi            | Lista Pannella - Sgarbi            | Lista Pannella - Sgarbi                   | 951    | 1,02  |
|                   | Mani Pulite                        | Mani Pulite                        | Mani Pulite                               | 404    | 0,43  |
|                   | Movimento Sociale Fiamma Tricolore | Movimento Sociale Fiamma Tricolore | Movimento Sociale Fiamma Tricolore        | 306    | 0,33  |
| Totale            | Totale                             | Totale                             | Totale                                    | 93.248 |       |

#### Risultati uninominale
|                               | Carlo Fongaro ✔️ Eletto   | Lega Nord                       | 42 215 | 45,39 |  |  |  |  |  |
|                               | Mariangela Gritta Grainer | L'Ulivo - Lega Autonomia Veneta | 28 871 | 31,04 |  |  |  |  |  |
|                               | Mario Bortoloso           | Polo per le Libertà             | 20 994 | 22,57 |  |  |  |  |  |
|                               | Rodolfo Rizzo             | Mani Pulite                     | 933    | 1,00  |  |  |  |  |  |
| Totale                        | Totale                    | Totale                          | 93 013 | 100   |  |  |  |  |  |
|                               |                           |                                 |        |       |  |  |  |  |  |
| Fonte: Ministero dell'interno |                           |                                 |        |       |  |  |  |  |  |

### XIV legislatura

#### Risultati proporzionale
| Coalizioni        | Coalizioni              | Liste                   | Liste                                 | Voti   | %     |
| ----------------- | ----------------------- | ----------------------- | ------------------------------------- | ------ | ----- |
|                   | Casa delle Libertà      |                         | Forza Italia                          | 24.540 | 27,59 |
|                   | Casa delle Libertà      | Lega Nord               | 13.191                                | 14,83  |       |
|                   | Casa delle Libertà      | Alleanza Nazionale      | 6.182                                 | 6,95   |       |
|                   | Casa delle Libertà      | CCD-CDU                 | 2.765                                 | 3,11   |       |
|                   | Casa delle Libertà      | Nuovo PSI               | 556                                   | 0,63   |       |
| Totale coalizione | Totale coalizione       | 47.234                  | 53,11                                 |        |       |
|                   | L'Ulivo                 |                         | La Margherita (Dem - PPI - RI- UDEUR) | 15.299 | 17,20 |
|                   | L'Ulivo                 | Democratici di Sinistra | 8.317                                 | 9,35   |       |
|                   | L'Ulivo                 | Il Girasole (FdV - SDI) | 1.421                                 | 1,60   |       |
|                   | L'Ulivo                 | Comunisti Italiani      | 976                                   | 1,10   |       |
| Totale coalizione | Totale coalizione       | 26.013                  | 29,25                                 |        |       |
|                   | Lista Di Pietro         | Lista Di Pietro         | Lista Di Pietro                       | 4.931  | 5,54  |
|                   | Liga Fronte Veneto      | Liga Fronte Veneto      | Liga Fronte Veneto                    | 3.571  | 4,02  |
|                   | Rifondazione Comunista  | Rifondazione Comunista  | Rifondazione Comunista                | 3.183  | 3,58  |
|                   | Lista Pannella - Bonino | Lista Pannella - Bonino | Lista Pannella - Bonino               | 2.025  | 2,28  |
|                   | Democrazia Europea      | Democrazia Europea      | Democrazia Europea                    | 1643   | 1,85  |
|                   | Forza Nuova             | Forza Nuova             | Forza Nuova                           | 275    | 0,31  |
|                   | Abolizione scorporo     | Abolizione scorporo     | Abolizione scorporo                   | 56     | 0,06  |
| Totale            | Totale                  | Totale                  | Totale                                | 88.931 |       |

#### Risultati uninominale
|                               | Giorgio Conte ✔️ Eletto | Casa delle Libertà | 37 427 | 41,88 |  |  |  |  |  |
|                               | Claudio Rizzato         | L'Ulivo            | 33 277 | 37,24 |  |  |  |  |  |
|                               | Diego Marchioro         | Liga Fronte Veneto | 8 834  | 9,88  |  |  |  |  |  |
|                               | Giampaolo Lealini       | Lista Di Pietro    | 4 902  | 5,49  |  |  |  |  |  |
|                               | Serafino Angelo Zilio   | Democrazia Europea | 2 791  | 3,12  |  |  |  |  |  |
|                               | Maurizio Parise         | Lista Emma Bonino  | 2 139  | 2,39  |  |  |  |  |  |
| Totale                        | Totale                  | Totale             | 89 370 | 100   |  |  |  |  |  |
|                               |                         |                    |        |       |  |  |  |  |  |
| Fonte: Ministero dell'interno |                         |                    |        |       |  |  |  |  |  |